# Lobelia zwartkopensis
Lobelia zwartkopensis är en klockväxtart som beskrevs av Franz Elfried Wimmer. Lobelia zwartkopensis ingår i släktet lobelior, och familjen klockväxter. Inga underarter finns listade i Catalogue of Life.